# 도쿄 전력
도쿄 전력 홀딩스 주식회사(일본어: 東京電力ホールディングス株式会社, 영어: The Tokyo Electric Power Holdings, Inc, 약칭 도덴(東電), TEPCO(텝코), 도쿄: 9501)는 일본 수도권에 전기를 공급하는 전력 회사이다. 가나가와현, 군마현, 도치기현, 도쿄도, 사이타마현, 야마나시현, 이바라키현, 지바현 및 시즈오카현의 후지강 동쪽 지역에 독점적으로 전력을 공급하고 있다. 본사는 도쿄도 지요다구에 위치하고 있다.
전기자동차의 급속충전 규격 중 하나인 차데모 규격을 만들었으며, 차데모 규격은 일본의 전기자동차에 대부분 이용되고 있다.

## 연혁
- 1951년 5월 1일: 창립
- 1961년 2월 1일: 도쿄전력 후쿠시마 제1 원자력 발전소전 건설사무소 설치
- 1965년 12월 10일: 수력 발전소인 야기사와 댐 운전 시작
- 1966년 12월 1일: 미국 제네럴 일렉트릭사와 후쿠시마 제1 원자력 발전소 건설 계약 체결
- 1966년 12월 10일: 후쿠시마 제1 원자력 발전소 착공
- 1971년 3월 20일: 후쿠시마 제1 원자력 발전소 준공
- 1971년 3월 26일: 후쿠시마 제1 원자력 발전소 운전 시작
- 1976년 3월 16일: 후쿠시마 제2 원자력 발전소 착공
- 1979년 10월 10일: 일본 도시바사와 가시와자키 가리와 원자력 발전소 1~3호기 건설 계약 체결
- 1982년 4월 20일: 후쿠시마 제2 원자력 발전소 준공
- 1982년 4월 20일: 후쿠시마 제2 원자력 발전소 운전 시작
- 1985년 9월 18일: 가시와자키 가리와 원자력 발전소 운전 시작
- 1989년 10월 1일: 일본 히타치제작소사와 가시와자키 가리와 원자력 발전소 4~5호기 건설계약 체결
- 1991년 4월 7일: 미국 제너렐 일렉트릭이 도쿄전력 본사 방문 및 화력발전소 방문 (GE가 일본 광고촬영 활용)
- 1992년 4월 10일: 미국의 제너럴 일렉트릭와 일본의 도시바, 히타치제작소 3사 공동으로 가시와자키 가리와 원자력 발전소 6~7호기 개량형 비등수로 원자로(ABWR) 건설계약 체결
- 2001년 11월 1일: 도쿄전력이 2002년 FIFA 월드컵 공식 후원사 지정
- 2005년 12월 8일: 히가시도리 원자력 발전소 운전 시작 (도호쿠 전력 공동 운영)
- 2012년 6월 27일: 주주총회로 인하여 도쿄전력 국유화
- 2016년 4월 1일: 도쿄전력 지주회사 도쿄전력홀딩스 분사화
- 2018년 8월 28일: 천연가스 열량제도 정보교류회 (대한민국 대구에 있는 한국가스공사 본사에서 열렸다)
- 2019년 7월 20일: 후쿠시마 제2 원자력 발전소 폐로

## 사업 영역
일본 수도권에 전기를 생산 및 공급하며, 총 196개의 발전기를 가동해 6,565만 7,170kW의 전기를 발전한다. (2015년 4월 1일 기준)
- 총 출력은 장기 계획 정지 중 정기 점검중인 호기를 포함한다. 폐지된 호기와 건설중인 호기는 포함하지 않는다.

### 수력 발전소
164개, 945만 5,950 kW (2014년 3월 31일 기준)

### 화력 발전소
25개, 4,355만 5,92 0 kW (관련 회사 경영의 발전소 제외)

### 원자력 발전소
3개소 (건설중 1개소), 1,261만 2,000 kW 규모로 가동하다가, 동일본 대지진 이후 모든 원전의 가동이 중단됐다.
- 후쿠시마 제1 원자력 발전소 (폐쇄)
- 후쿠시마 제2 원자력 발전소 (폐로)
- 가시와자키 가리와 원자력 발전소
- 히가시도리 원자력 발전소[1]

### 신에너지 발전소
5개, 3만 3,300 kW 규모로 발전기를 가동하고 있다.

### 기타
전기 자동차 축전기 사업을 진행하고 있다.

## 사건

### 방사성 폐기물 투기
도쿄 전력 주식회사는 1993년 동해에 매년 4천억 베크렐의 방사성폐기물을 버려 왔다고 시인해, 당시 러시아가 동해에 버린 방사능 물질보다 10배 많은 핵 폐기물을 버렸음이 밝혀졌다.

### 원자력 발전소 사고 은폐
2002년 9월 29일 일본 정부는 도쿄 전력 주식회사가 1975년부터 2002년까지 20년 간 원자력 발전소 안전 사고를 조직적으로 은폐하고 허위 정기 보고서를 제출한 혐의로 비등수형 원자로 17기 전체를 운전중지 시키고, 히로시 아라키 사장 등 경영진 5명을 해고하였다. 2004년 도쿄전력은 지상파 TV 광고를 통해 원자력발전소 불상사의 사죄와 절전을 부탁을 협조했지만 후쿠시마현 주민들은 원전 은폐 때문에 불안감에 확산이 된다. 2005년 정부승인 아래 다시 운전을 시작하였으나, 2007년 내부 감사로 수많은 보고되지 않은 사고가 추가로 밝혀져 원자력 에너지 산업 전반에 걸쳐 비판을 받았다.

### 방사능 누출 사고
2011년 3월 11일 후쿠시마 제1 원자력 발전소 사고를 일으켜 후쿠시마 제1 원자력 발전소 인근에 방사능을 누출하였다. 2012년 '공공의 눈 상' 을 수상하기도 했다.(공공의 눈 상: 세계 최악의 악덕기업을 선정하여 수상하는 상)

## 같이 보기
- 차데모
- 일본의 원자력 발전
- 요시다 마사오
- 야마시타 슌이치
- 도쿄 전력 여직원 살인 사건
- 후쿠시마 50인